# کرایوگلوبولینمی
کریوگلوبولینمی یا کرایوگلوبولینمی(به انگلیسی: Cryoglobulinemia) به معنای وجود کرایوگلوبولین‌ها در سرم خون است.
کرایوگلوبولین‌ها پروتئین‌های سرمی غیرطبیعی اکثراً از نوع ایمونوگلوبولین‌ها هستند که به صورت قابل برگشت در درجات دمای پایین رسوب می‌کند. کرایوگلوبولین‌ها در سرما غیرقابل انحلال شده و رسوب می‌کنند و اگر دمای بدن دوباره به حد نرمال ۳۷درجه برسد٬ آن‌ها نیز دوباره محلول می‌شوند. کریوگلوبولینمی می‌تواند با برخی بیماری‌ها مانند هپاتیت‌سی و مولتیپل میلوما همراه باشد.

## طبقه‌بندی
به‌گونه کلاسیک می‌توان این بیماری را در سه رده گوناگون قرار داد. نوع اول آن (15% درصد کل موارد) در بیماری‌های لنفوپرولیفراتیو تولیدکننده ایمونوگلوبولین‌های مونوکلونال همچون مولتیپل‌میلوما و نوع دو  (55% درصد کل موارد) و همچنین نوع سه آن در عفونت هپاتیت‌سی قابل مشاهده است. نوع  II و نوع  III دارای فعالیت‌های فاکتور روماتوئیدی* بوده و به ایمنوگلوبولین‌های پُلی‌کلونی* باند می‌شوند و اگر دما را بالا ببریم دوباره محلول در سرم خون می‌شوند.
| Type     | Composition                              | Percent                      | Description |
| -------- | ---------------------------------------- | ---------------------------- | --- |
| Type I   | isolated monoclonal immunoglobulins      | 10–15% of the total cases    | These are composed of a single monoclonal immunoglobulin paraprotein (usually IgM). Sometimes, these are represented by light chains only and can be extracted from the urine; or, they may accumulate in blood serum in the event of renal failure.                                    |
| Type II  | immunocomplexes formed by monoclonal IgM | 50–60% of reported cases     | They usually have a polyclonal component, usually IgG, and a monoclonal component, usually IgM or IgA, which has an RF function. The IgM can recognize intact IgG or either the Fab region or Fc region of IgG fragments. This is why most type II cryoglobulins are IgM–IgG complexes. |
| Type III | immunocomplexes formed by polyclonal IgM | 25–30% of the reported cases | These have very similar function to the type II cryoglobulins; however, they are composed of polyclonal IgM and IgG molecules. |

## علت‌ها
این پروتئین‌ها ممکن است  در پنومونی(مایکوپلاسمایی)، پست گلومرولونفریت(استرپتوکوکی)، میلوم مولتیپل، لوسمی حاد، ماکروگلوبولینمی اولیه، و برخی از بیماری‌های خودایمنی مانند لوپوس اریتماتوز سیستمیک و رماتیسم مفصلی آرتریت روماتوئید و همچنین در ‎۳۵٪  موارد نشانه‌ای از عفونت‌های مزمن کبدی هپاتیت سی و هپاتیت بی وجود داشته باشد.